# Tatort: Altlasten
Altlasten ist ein Fernsehfilm aus der Krimireihe Tatort und wurde am 27. Dezember 2009 im Ersten und auf ORF 2 zum ersten Mal gesendet. Die 750. Folge der Tatort-Reihe und der 5. Fall des Stuttgarter Ermittlerteams Lannert und Bootz wurde unter Eoin Moores Regie von der Maran Film und dem Südwestrundfunk produziert. Die Ermittler untersuchen ein Tötungsdelikt, das beinahe unentdeckt geblieben wäre. Dabei geht es mehr um Demenz, Verantwortung und den Generationenkonflikt als um einen Mord.

## Handlung
In einem Krematorium fallen dem Arzt bei der Leichenschau des früheren Anwalts Willy Schubert Unregelmäßigkeiten auf. Er informiert die Polizei. Die Kommissare Lannert und Bootz ermitteln. Der Rechtsmediziner stellt einige altersbedingte Krankheiten fest, auch ein Karzinom, aber die Einnahme eines Giftes ist offensichtlich, vermutlich ist es ein regelrechter Cocktail aus verschiedenen Schlafmitteln.
Brise Schubert, die Witwe des Toten, kann nicht vernommen werden, weil sie immer wieder Anfälle von Verwirrung hat und Anzeichen einer beginnenden Demenz zeigt.
Die Ermittler befragen den Hausarzt der Schuberts und machen ihn darauf aufmerksam, dass er den Toten nicht gründlich untersucht hat. Er sagt aus, dass nichts auf eine unnatürliche Todesursache schließen ließ. Außerdem habe Schubert aufgrund seiner Krebserkrankung nur noch wenige Wochen zu leben gehabt und sein gesamter Zustand sei sehr schlecht gewesen. Dies widerspricht jedoch der Ansicht des Rechtsmediziners, der der Meinung ist, dass Schubert trotz seiner vielen gesundheitlichen Probleme noch einige Jahre hätte leben können.
So geraten die Familienmitglieder in Verdacht. Alle hätten ein Motiv, den alten Herrn umzubringen. Die Tochter wollte wieder arbeiten, was mit der aufwendigen Pflege ihres Vaters nicht möglich war. Der Sohn konnte, als nicht sehr erfolgreicher Künstler, eine Erbschaft gut gebrauchen. Der Schwiegersohn will einen Kapitalverbrecher verteidigen, weshalb er sich mit seinem Schwiegervater aufs Schärfste gestritten hatte, denn dessen eigene Tochter Emma ist mit elf Jahren von einem Triebtäter ermordet worden. Daher lehnte er die Verteidigung solcher Täter absolut ab. 
Die rechtsmedizinische Untersuchung hatte ergeben, dass das Opfer Schlaftabletten zusammen mit Heidelbeerkompott verabreicht bekommen hat. Die Ermittler finden heraus, dass der Hausarzt, Doktor Riedmann, ein solches Glas den Schuberts mitgebracht hatte. Tochter Eva hat es dann portioniert, aber nur ihr Vater sollte es essen, weil es sein Lieblingskompott war. Der Schwiegersohn hat danach noch Schlagsahne auf das Kompott gegeben. So wird dieser unter Mordverdacht festgenommen.
Kurz darauf kommt die Enkelin Leonie zu Bootz ins Präsidium und gesteht, dass ihr Papa unschuldig ist. Sie habe ihrem Opa zwei Valium-Tabletten gegeben, weil ihre Oma es nicht geschafft hatte. Als sie abends nochmal zu ihrem Opa wollte, hatte er schon geschlafen. Die Oma habe dann bei ihr im Gästezimmer geschlafen.
Die Ermittler begeben sich noch einmal zum vermeintlichen Tatort im Hause der Schuberts und werden auf eine Videokassette aufmerksam, auf der Willy und Brise Schubert ihren gemeinsamen Suizid ankündigen. So stellt sich heraus, dass eigentlich beide von dem Kompott essen wollten, um sich das Leben zu nehmen, bevor sie es nicht mehr selber hätten entscheiden können. Die Enkelin hatte allerdings das Ganze versehentlich gestört, so dass nur Willy Schubert starb.

## Hintergrund
Die Drehorte für diesen 750. Tatort waren Stuttgart, Baden-Baden und Karlsruhe. Es wurde eine Villa in Karlsruhe für Dreharbeiten eingesetzt, die schon beim Ludwigshafener Tatort Der Schrei zu sehen war.

## Rezeption

### Einschaltquoten
Der Film wurde bei seiner Erstausstrahlung am 27. Dezember 2009 von 7,99 Mio. Zuschauern gesehen, was einem Marktanteil von 22,20 % entsprach.

### Auszeichnungen
Altlasten gewann beim Festival des deutschen Films 2010 den Filmkunst-Sonderpreis als „herausragender Fernsehfilm“ und war für den Adolf-Grimme-Preis 2010 nominiert.

### Kritik
Der Film wurde von der Kritik überwiegend positiv aufgenommen. Die Badische Zeitung lobt diesen Tatort als ein Drama „in dem manche Familie sich wiedererkennen kann. Die Kinder reiben sich auf zwischen ihrem eigenen Leben und der Hilfe für ihre alt werdenden Eltern. Die Großeltern wollen niemandem zur Last fallen. Die Enkel müssen mit der Zerrissenheit der Erwachsenen fertig werden.“
Auch bei Judith von Sternburg von fr-online.de kommt der „besinnliche(r) ‚Tatort‘ zur Nachweihnachtszeit“ gut an. Dem Regisseur sei es gelungen „mit einer festlich besetzten“ und „trefflich inszenierten Familie“ die Geschichte unbefangen zu erzählen.
Derwesten.de nannte den Film „schwere Kost, ein bittersüßes Fernsehdessert nach den Festtagen“. Regisseur Eoin Moore zeichne „ein herzzerreißendes Porträt emotionaler Überforderung. Die Jungen wissen nicht recht, wohin mit den Alten, sind hin- und hergerissen zwischen eigenem Leben und Karriere und der Sorge um ihre Senioren.“